# 現代の精神的状況
『現代の精神的状況』（げんだいのせいしんてきじょうきょう、独: Die geistige Situation der Zeit、1931年）はカール・ヤスパースの著書。本書でヤスパースは、ドイツで第二次世界大戦前にナチスが台頭してくる時代を背景にして、専門知・技術知・処世術にのみ長けた者たちを強く批判している。